# Casandria chiripa
Casandria chiripa är en fjärilsart som beskrevs av Paul Dognin 1894. Casandria chiripa ingår i släktet Casandria och familjen nattflyn. Inga underarter finns listade i Catalogue of Life.